# Zio Paperone e la fattucchiera
Zio Paperone e la fattucchiera (The Midas Touch) è una storia a fumetti realizzata da Carl Barks e pubblicata nel 1961 negli USA. Vi compaiono per la prima volta due personaggi che diverranno ricorrenti nelle storie della Disney, Amelia e Miss Paperett e, inoltre, per la prima volta la prima moneta guadagnata da Paperone viene chiamata Numero Uno (Old Number One Dime).

## Storia editoriale
Venne pubblicata la prima volta negli USA sul numero 36 della serie Uncle Scrooge, datato dicembre 1961. In Italia è apparsa per la prima volta sul numero 331 del settimanale Topolino, del 1º aprile 1962.

## Trama
Paperon de' Paperoni è nel suo ufficio intento a mostrare a Paperino alcune sue vecchie monete, fra cui la celebre Numero Uno, quando una papera sconosciuta chiede di essere ricevuta. Amelia,  afferma di essere una strega e di essere disposta a comprare una moneta toccata da Paperone pagandola un dollaro (in realtà in questa storia, e fino a Paperon de' Paperoni novello Ulisse del 1963, Amelia non possiede alcun potere magico e utilizza, più che altro, trucchi per impressionare e immobilizzare i suoi avversari); la sua intenzione è servirsi di monete toccate più volte dagli uomini più ricchi del mondo per forgiare nel fuoco del Vesuvio un amuleto che le darebbe la facoltà di trasformare tutto in oro. Paperone, scettico nei confronti della magia, accetta immediatamente attratto dal pur esiguo profitto, ma poco dopo si rende conto di aver dato ad Amelia proprio la Numero Uno. Disperato, Paperone insieme a Paperino e Qui, Quo e Qua insegue la strega fino all'aeroporto dove lei sta per imbarcarsi sul volo per Roma e le chiede indietro la Numero Uno: però Amelia, ritenendo la prima moneta guadagnata dal multimiliardario particolarmente utile per i suoi scopi, rifiuta di cederla e, divenuta apertamente ostile, colpisce i paperi con delle magiche bombe abbaglianti in grado di accecarli e stordirli temporaneamente.
Paperone, tornato in sé, si convince che Amelia sia salita sul volo di linea per l’Italia e assolda un aereo privato per arrivare a Roma prima di lei; ma la fattucchiera, travestitasi e fingendosi la famosa attrice Gina Babuccia, riesce a ottenere un passaggio sullo stesso aereo su cui viaggiano i paperi. Una volta a Roma, Amelia riesce, con altri artifici magici, a mascherare Paperone e i nipoti da pesci e a fingersi una modesta pescivendola, in modo da eludere il cordone di polizia predisposto dal multimiliardario, dopodiché, abbandonati i paperi in aperta campagna, si dirige verso la sua abitazione alle falde del vulcano per accingersi a forgiare il suo amuleto. I paperi nel frattempo riescono a liberarsi e a farsi paracadutare sul Vesuvio da un aereo privato: Paperino e Paperone aspettano la strega sul ciglio del vulcano travestiti da pecore, ma Amelia non esita a stordirli con altre bombe abbaglianti. Qui, Quo e Qua, armati di lazo e previdentemente munitisi di occhiali nerissimi per sfuggire all'effetto delle bombe, riescono a salvare gli zii pericolosamente in bilico sull'orlo del cratere e anche a immobilizzare Amelia per recuperare la Numero Uno prima che sia fusa. La fattucchiera, infuriata e impotente, si sfoga lanciando sassi alla volta dei paperi in fuga.